# Yamasá
Yamasá è un comune della Repubblica Dominicana di 51 403 abitanti, situato nella Provincia di Monte Plata. Comprende, oltre al capoluogo, un distretto municipale: Los Botados.